# Liste des titres musicaux numéro un au classement radio en France en 2015
Cette page liste les titres musicaux numéro un au classement radio en France pour l'année 2015 selon le Syndicat national de l'édition phonographique (SNEP).

## Classement des titres les plus diffusés par semaine
| №  | Date         | Artiste                                      | Titre                           |
| -- | ------------ | -------------------------------------------- | ------------------------------- |
| 1  | 5 janvier    | Mark Ronson featuring Bruno Mars             | Uptown Funk                     |
| 2  | 12 janvier   | Mark Ronson featuring Bruno Mars             | Uptown Funk                     |
| 3  | 19 janvier   | Mark Ronson featuring Bruno Mars             | Uptown Funk                     |
| 4  | 26 janvier   | Mark Ronson featuring Bruno Mars             | Uptown Funk                     |
| 5  | 2 février    | Mark Ronson featuring Bruno Mars             | Uptown Funk                     |
| 6  | 9 février    | Hozier                                       | Take Me to Church               |
| 7  | 16 février   | Sam Smith                                    | I'm Not the Only One            |
| 8  | 23 février   | Sam Smith                                    | I'm Not the Only One            |
| 9  | 2 mars       | Lost Frequencies featuring Easton Corbin     | Are You With Me                 |
| 10 | 9 mars       | Louane                                       | Avenir                          |
| 11 | 16 mars      | Louane                                       | Avenir                          |
| 12 | 23 mars      | Ariana Grande featuring Kendji Girac         | One Last Time (Attends-moi)     |
| 13 | 30 mars      | Major Lazer & DJ Snake featuring MØ          | Lean On                         |
| 14 | 6 avril      | Major Lazer & DJ Snake featuring MØ          | Lean On                         |
| 15 | 13 avril     | Major Lazer & DJ Snake featuring MØ          | Lean On                         |
| 16 | 20 avril     | OMI                                          | Cheerleader (Felix Jaehn remix) |
| 17 | 27 avril     | OMI                                          | Cheerleader (Felix Jaehn remix) |
| 18 | 4 mai        | OMI                                          | Cheerleader (Felix Jaehn remix) |
| 19 | 11 mai       | OMI                                          | Cheerleader (Felix Jaehn remix) |
| 20 | 18 mai       | Jason Derulo                                 | Want to Want Me                 |
| 21 | 25 mai       | Jason Derulo                                 | Want to Want Me                 |
| 22 | 1er juin     | Jason Derulo                                 | Want to Want Me                 |
| 23 | 8 juin       | Fréro Delavega                               | Le Chant des sirènes            |
| 24 | 15 juin      | Fréro Delavega                               | Le Chant des sirènes            |
| 25 | 22 juin      | Fréro Delavega                               | Le Chant des sirènes            |
| 26 | 29 juin      | OMI                                          | Cheerleader (Felix Jaehn remix) |
| 27 | 10 juillet   | OMI                                          | Cheerleader (Felix Jaehn remix) |
| 28 | 17 juillet   | OMI                                          | Cheerleader (Felix Jaehn remix) |
| 29 | 24 juillet   | OMI                                          | Cheerleader (Felix Jaehn remix) |
| 30 | 31 juillet   | OMI                                          | Cheerleader (Felix Jaehn remix) |
| 31 | 7 août       | OMI                                          | Cheerleader (Felix Jaehn remix) |
| 32 | 14 août      | OMI                                          | Cheerleader (Felix Jaehn remix) |
| 33 | 21 août      | Lost Frequencies featuring Janieck Devy (en) | Reality                         |
| 34 | 28 août      | Lost Frequencies featuring Janieck Devy (en) | Reality                         |
| 35 | 4 septembre  | Josef Salvat                                 | Open Season (Une autre saison)  |
| 36 | 11 septembre | Calvin Harris & Disciples                    | How Deep Is Your Love           |
| 37 | 18 septembre | Calvin Harris & Disciples                    | How Deep Is Your Love           |
| 38 | 25 septembre | Calvin Harris & Disciples                    | How Deep Is Your Love           |
| 39 | 2 octobre    | Calvin Harris & Disciples                    | How Deep Is Your Love           |
| 40 | 9 octobre    | R. City (en) featuring Adam Levine           | Locked Away (en)                |
| 41 | 16 octobre   | R. City (en) featuring Adam Levine           | Locked Away (en)                |
| 42 | 23 octobre   | Adele                                        | Hello                           |
| 43 | 30 octobre   | Adele                                        | Hello                           |
| 44 | 6 novembre   | Adele                                        | Hello                           |
| 45 | 13 novembre  | Adele                                        | Hello                           |
| 46 | 20 novembre  | Adele                                        | Hello                           |
| 47 | 27 novembre  | Adele                                        | Hello                           |
| 48 | 4 décembre   | Adele                                        | Hello                           |
| 49 | 11 décembre  | Adele                                        | Hello                           |
| 50 | 18 décembre  | Adele                                        | Hello                           |
| 51 | 25 décembre  | Adele                                        | Hello                           |

## Classement des titres les plus diffusés de l'année
| №  | Artiste                                      | Titre                           |
| -- | -------------------------------------------- | ------------------------------- |
| 1  | OMI                                          | Cheerleader (Felix Jaehn remix) |
| 2  | Major Lazer & DJ Snake featuring MØ          | Lean On                         |
| 3  | Fréro Delavega                               | Le Chant des sirènes            |
| 4  | Hozier                                       | Take Me to Church               |
| 5  | Marina Kaye                                  | Homeless                        |
| 6  | Jason Derulo                                 | Want to Want Me                 |
| 7  | Louane                                       | Avenir                          |
| 8  | Mark Ronson featuring Bruno Mars             | Uptown Funk                     |
| 9  | Josef Salvat                                 | Open Season (Une autre saison)  |
| 10 | Sam Smith                                    | I'm Not the Only One            |
| 11 | Maroon 5                                     | Sugar                           |
| 12 | Lost Frequencies featuring Janieck Devy (en) | Reality                         |
| 13 | Lost Frequencies featuring Easton Corbin     | Are You With Me                 |
| 14 | Cats on Trees & Calogero                     | Jimmy                           |
| 15 | Christine and the Queens                     | Christine                       |
| 16 | Felix Jaehn featuring Jasmine Thompson       | Ain't Nobody (Loves me Better)  |
| 17 | The Weeknd                                   | Can't Feel My Face              |
| 18 | Kygo featuring Parson James                  | Stole the Show                  |
| 19 | Christine and the Queens                     | Saint Claude                    |
| 20 | Louane                                       | Jour 1                          |

## Sources
- Classement radio hebdomadaire
- Bilan radio TV clubs 2015

## Chronologie
- Liste des titres musicaux numéro un au classement radio en France en 2014